# Église de la Nativité-de-la-Vierge de Skopje
Pour les articles homonymes, voir Église de la Nativité.
L'église de la Nativité-de-la-Vierge (macédonien : Црква Рождество на Пресвета Богородица) est une église orthodoxe située à Skopje, en Macédoine du Nord. Elle se trouve dans le centre de la ville, près du Vardar, de la Bibliothèque nationale et de l'Académie macédonienne. C'est l'ancienne cathédrale de la ville, fonction aujourd'hui détenue par la Cathédrale Saint-Clément d'Ohrid. 
Elle est également appelée église de la Sainte-Vierge (црква Света Богородица) ou église de la Sainte-Vierge de la Trinité (црква Пресвета Богородица Троерачица).

## Historique
L'édifice a été construit en 1835 pour servir de cathédrale à la ville de Skopje. Elle est dédiée à la Vierge, Sainte-Patronne de Skopje. L'iconostase est achevé en 1842. L'église est la première réalisation de l'architecte Andreja Damjanov, âgé de seulement 22 ans lors des travaux. Il avait du remplacer son père, mort avant la fin de la construction.
Le 7 avril 1944, l'occupant bulgare incendie l'église. L'iconostase est réduit en cendres tandis que des éléments de valeur sont volés et envoyés en Bulgarie. Après avoir disparu du paysage de Skopje pendant une soixantaine d'années, l'église est reconstruite à partir de 2005 et consacrée en 2008.

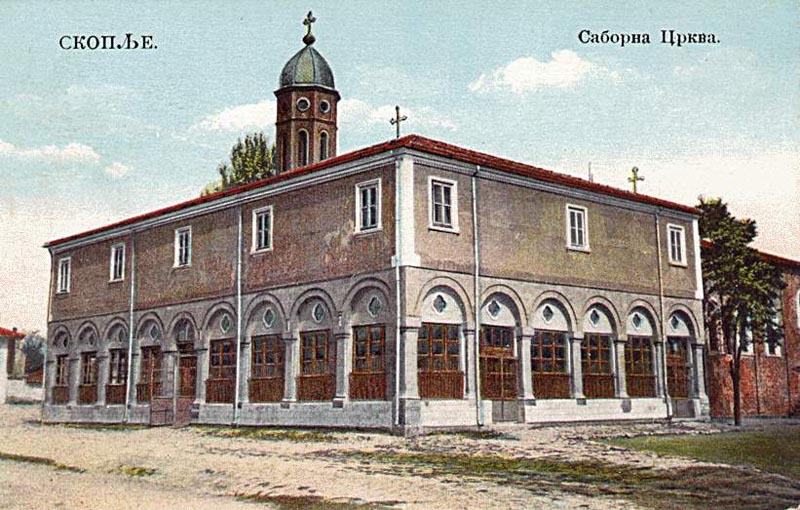
L'église en 1919.
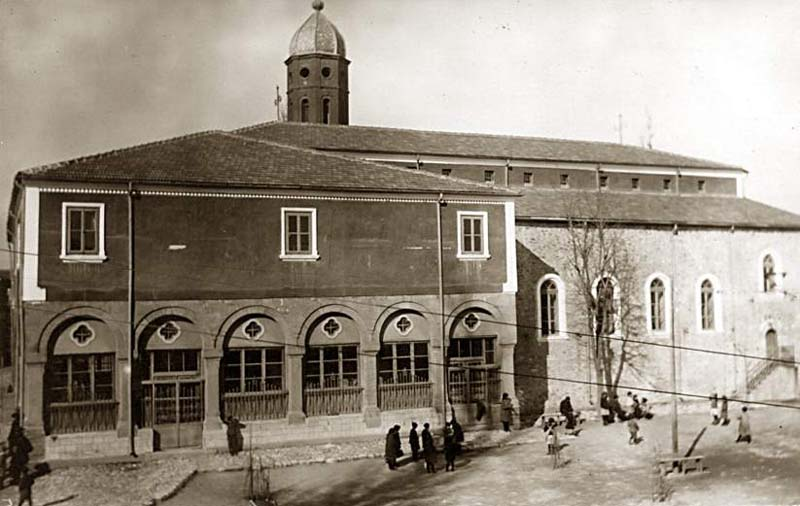
L'église en 1935.
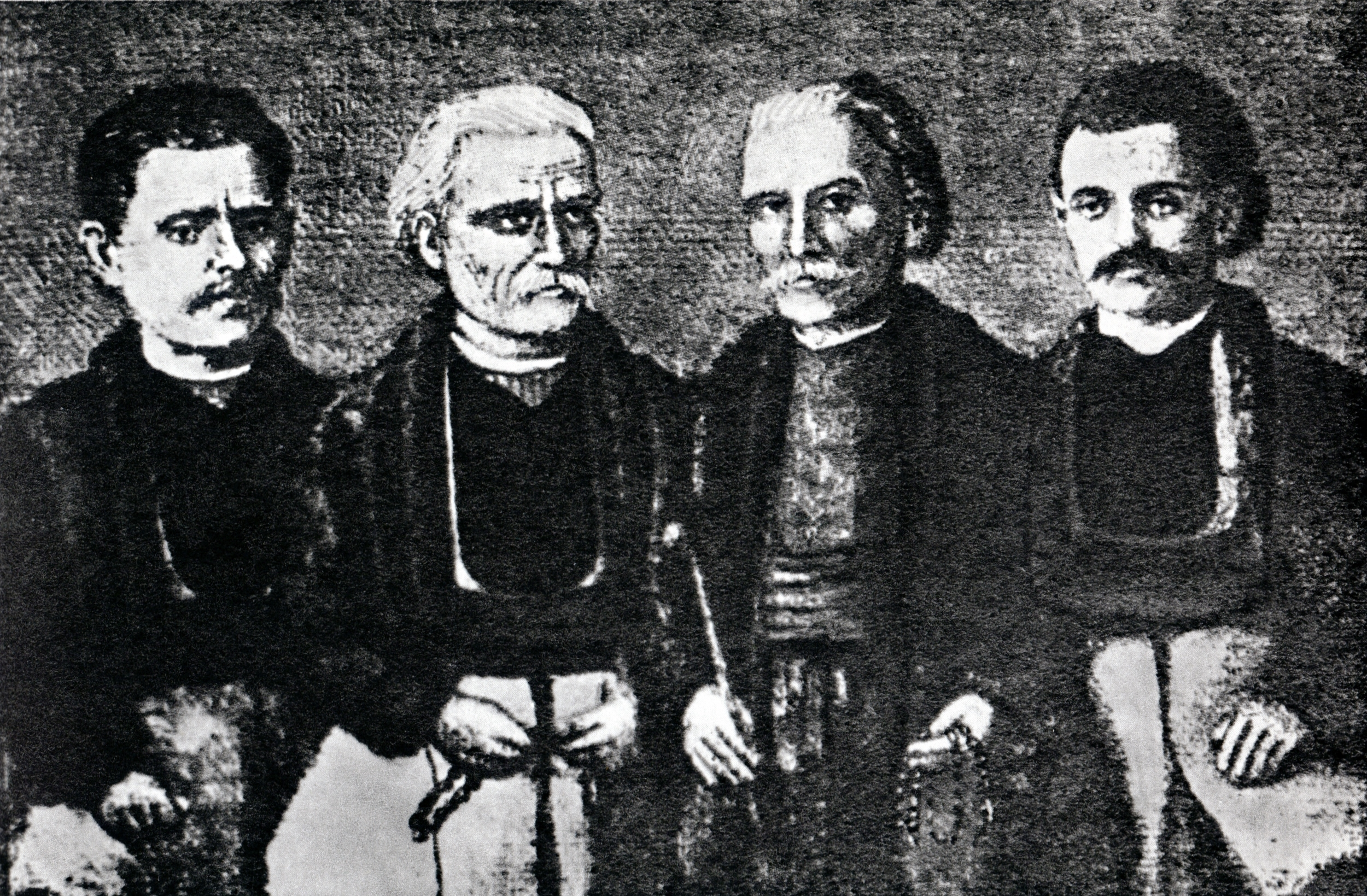
Les peintres d'icônes de l'église.
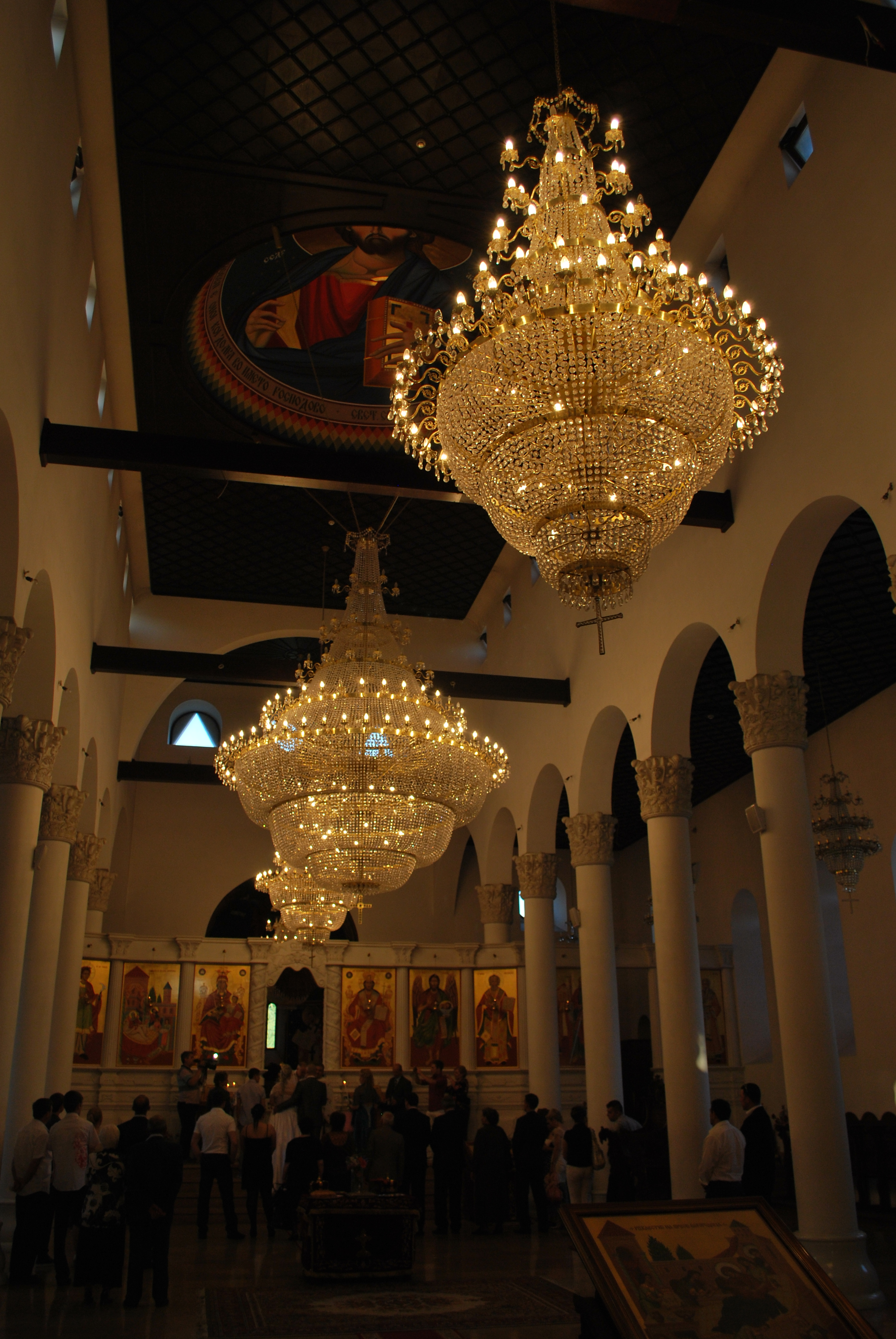
La nef.